# Délegyháza, Pesta
Délegyháza  este un sat în districtul Szigetszentmiklós, județul Pesta, Ungaria, având o populație de 3.268 de locuitori (2011). 

## Demografie
Componența etnică a satului Délegyháza
     Maghiari (94,53%)
     Romi (1,88%)
     Germani (1,68%)
     Necunoscut (0,55%)
     Alții (1,37%)
Componența confesională a satului Délegyháza
     Romano-catolici (26,01%)
     Fără religie (22,06%)
     Reformați (13,22%)
     Atei (1,68%)
     Necunoscută (36,02%)
     Alte religii (3,3%)
Conform recensământului din 2011, satul Délegyháza avea 3.268 de locuitori. Din punct de vedere etnic, majoritatea locuitorilor (94,53%) erau maghiari, existând și minorități de romi (1,88%) și germani (1,68%). Apartenența etnică nu este cunoscută în cazul a 0,55% din locuitori. Nu există o religie majoritară, locuitorii fiind romano-catolici (26,01%), persoane fără religie (22,06%), reformați (13,22%) și atei (1,68%). Pentru 36,02% din locuitori nu este cunoscută apartenența confesională.